# Virginia Slims of Oklahoma 1986
Il Virginia Slims of Oklahoma 1986 è stato un torneo di tennis giocato sul sintetico indoor. 
È stata la 1ª edizione del torneo, che fa parte del Virginia Slims World Championship Series 1986. Si è giocato al The Greens Country Club di Oklahoma City negli USA, dal 24 febbraio al 2 marzo 1986.

## Campionesse

### Singolare
Marcella Mesker ha battuto in finale  Lori McNeil con il punteggio di 6–4, 4–6, 6–3

### Doppio
Marcella Mesker /  Pascale Paradis hanno battuto in finale  Lori McNeil /  Catherine Suire con il punteggio di 2–6, 7–6(1), 6–1